# Alysina nullifera
Alysina nullifera là một loài bướm đêm trong họ Noctuidae.